# 하워드 페트리

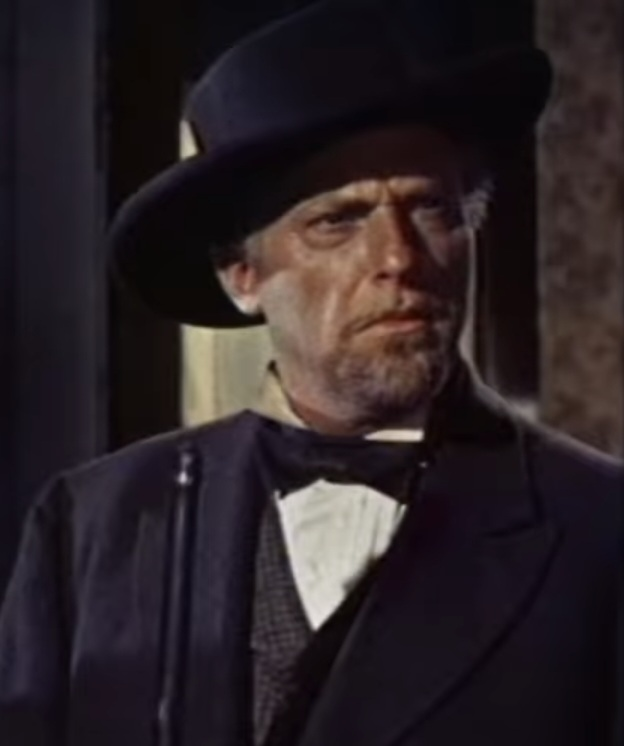

하워드 피트리(Howard Petrie, 1906년 11월 22일 ~ 1968년 3월 24일)는 미국의 배우이다.
비벌리에서 태어났다.

## 출연 작품
- 가슴에 빛나는 별 (1957년)
- 7인의 신부 (1954년)
- 분노의 강 (1952년)
- 더 골든 호드 (1951년)
- 팬시 팬츠 (1950년)

### 텔레비전
- Cheyenne (1956-58)
- 페리 메이슨 (1958-60)